# NGC 2636
NGC 2636 في الفهرس العام الجديد، هي مجرة، تقع في كوكبة الزرافة. اكتشفت في 27 يوليو 1883 بواسطة فيلهلم تمبل.

## روابط خارجية
- NGC 2636 على موقع ويكي سكاي: DSS2, SDSS, GALEX, IRAS, Hydrogen α, X-Ray, Astrophoto, Sky Map, Articles and images